# Kessleria nivescens
Kessleria nivescens is een vlinder uit de familie stippelmotten (Yponomeutidae). De wetenschappelijke naam is voor het eerst geldig gepubliceerd in 1980 door Burmann.
De soort komt voor in Europa.